# Zas (Negreira)
Zas (llamada oficialmente San Mamede de Zas) es una parroquia y un lugar español del municipio de Negreira, en la provincia de La Coruña, Galicia.

## Entidad de población
Entidad de población que forma parte de la parroquia:
- Zas

## Demografía
| Gráfica de evolución demográfica de Zas entre 2000 y 2023 |
|                                                           |
| Datos según el nomenclátor publicado por el INE.          |